# 増本牧場
有限会社増本牧場（ますもとぼくじょう）は、北海道日高郡新ひだか町（旧静内町）にある、競走馬（サラブレッド）の生産、育成を行う牧場である。代表者は増本一男。
中央競馬の調教師である増本勇・豊親子の実家。

## 主な生産馬
- マスワカ （1964年 阪神牝馬特別）
- テイトオー （1966年 東京優駿）
- ヒシノレビン（1987年 二十四万石賞、建依別賞）
- ヒシノリフオー（1988年 関屋記念、セントウルステークス2着）
- ヴァイスシーダー（1991年 バイオレットステークス、ニュージーランドトロフィー4歳ステークス）
- スガノプリンス（1991年新潟記念2着）
- サミーミラクル（2003年 ガーネットステークス3着、マーチステークス2着、2004年 ドンカスターカップ）

座標: 北緯42度18分42.1秒 東経142度25分13.1秒 / 北緯42.311694度 東経142.420306度